# Thermes romains de Caldes de Montbui
Les thermes romains de Caldes de Montbui est un site archéologique de la Rome antique situé dans la commune de Caldes de Montbui (comarque de Vallès Oriental), dans la province de Barcelone en Catalogne,.
Les thermes romains, datant du Ier siècle av. J.-C., subsistent de l'ancienne station balnéaire de Caldas, située au milieu de la ville actuelle. Ils sont déclarés protégé en tant que Bien culturel d'intérêt national.

## Historique
À l'époque romaine, la ville de Caldas était une station thermale, fondée sur les sources chaudes qui jaillissaient, autour de laquelle s'est développé un centre urbain d'une importance considérable au début de l'Empire romain. Son identification comme Aquae Calidae mentionnées par Pline l'Ancien et Ptolémée, est encore douteuse.

## Description
Les vestiges conservés, un bassin et la galerie qui l'entoure, ne sont qu'une partie d'un complexe thermal qui devait être beaucoup plus grand et qui devait avoir une fonction médicinale importante, comme en témoignent les inscriptions votives trouvées, certaines d'entre elles représentant des personnages importants de l'ancienne cité de Tarraco. 
La piscine, située au sous-sol de la station thermale, démolie en 1955-1956, a été restaurée par la Députation provinciale de Barcelone. L'intervention a consisté à refaire l'arc qui recouvrait le bassin (seul le début original a été conservé) et les arcs qui composaient la galerie sud. De même, l'ensemble des arcades adjacentes à la place a été conçu, afin de lui donner un aspect monumental. 
La piscine est réalisée en opus signinum, c'est-à-dire avec le travail de morceaux de pierre brisés et d'argile mélangés à de la chaux. Les mesures sont de 13,5 × 6,9 mètres. Le fond, auquel on accède par cinq marches enduites d'une couche de crépi, est recouvert de dalles d'argile.
Le mur de clôture de l'aile nord de la galerie est conservé, ainsi que les quatre arcs qui s'ouvrent sur le bassin, réalisés avec de la pierre de taille en grès rouge très détérioré. La galerie est conserve les deux arcades adjacentes à la piscine, ainsi que le début du mur de clôture, dans lequel s'ouvrent deux niches avec un banc continu, qui aurait pu servir de vestiaire ou de bain de vapeur, en supposant que le bassin correspondait en réalité au caldarium. La galerie sud a été entièrement refaite lors de la restauration susmentionnée, et la galerie ouest n'est pas conservée.